# The Pillars of the Earth (minisèrie)
The Pillars of the Earth és una sèrie de televisió adaptació de la novel·la del mateix nom escrita per Ken Follett. Va ser estrenada el 23 de juliol de 2010 al canal Starz. A Espanya fou estrenada en castellà a Cuatro el 14 de setembre de 2010.

## Producció
La producció de la minisèrie va portar prop d'un any i va tenir un cost de 40 milions de dòlars estatunidencs. El projecte va ser finançat per la productora alemanya, Tandem Comunicacions, amb Muse Entertainment i Scott Free Productions. L'enregistrament es va realitzar a Àustria i Hongria i va començar en 2009. La presa aèria final del dia de Salisbury, amb la catedral, va ser generada per ordinador.

## Diferències amb el llibre
La trama de la sèrie omet alguns successos del llibre:
- La lluita entre el rei Enric II i l'arquebisbe Thomas Becket, que té com a resultat el martiri del religiós a les mans de diversos cavallers del rei en la Catedral de Canterbury.
- El paper de Philip abans del martiri de Becket i la posterior penitència del rei.
- El viatge de Jack a Toledo (Espanya), on s'allotja a la casa d'un comerciant àrab-cristià.
- En la sèrie el personatge de Milius no existeix, i al llibre és un dels monjos que més fa costat a Philip.

A més, afegeix alguns temes en la sèrie que no s'esmenten en el llibre:
- La relació incestuosa entre William Hamleigh i la seva mare, Regan.

Diversos esdeveniments s'han canviat o afegit:
- La relació entre Jack i Aliena, en el llibre el romanç de tots dos sorgeix durant tardes d'històries de joglar, prossegueix amb el molí d'abatanar teixit i finalitza amb el viatge de peregrinació; en la sèrie, Aliena sembla tenir una atracció especial per Jack des del principi, deformant el romanç del llibre i el valor del primer petó o la importància de l'escena del molí que no apareix a la sèrie.
- Ellen no va ser jutjada com a bruixa al llibre, sinó més aviat, el prior Phillip la va obligar a viure separada de Tom durant un any com a penitència per tenir relacions sexuals amb Tom fora del matrimoni.
- Al llibre, Bartholomew, mentre està a la presó de Winchester, li demana a Richard fer el jurament de no descansar fins que sigui comte de Shiring i Senyor de totes les terres que una vegada va governar. Llavors, el seu pare li demana a Aliena fer el jurament de defensar Richard fins que compleixi el seu objectiu.
- Al llibre, Johnny "Vuit Penics" és un monjo amb retard mental, no un bandit que va confessar i va entrar al monestir.
- Al llibre, Phillip no esmenta el fet que Aliena i el seu germà s'amaguen al castell de Regan. Per contra, William arriba al castell abans que els seus pares i la viola.
- El penjament de Jack Shareburg del llibre va ser substituït a la sèrie per la seva crema a la foguera, precedida per la tortura i el tall de la llengua.
- La possibilitat de penjar William Hamleigh es produeix com a resultat d'un intent fallit de penjar Jack Jackson. Al llibre, William és penjat per un sacrilegi després que ajudés en l'assassinat de Thomas Becket. El llibre utilitza els dos penjaments com un recurs argumental per a emmarcar la història.
- Després de la batalla de Lincoln, el prior Philip és torturat i algú tracta d'escanyar Jack Jackson, qui miraculosament sobreviu.
- El rei Esteve mai va sofrir visions de fantasmes al llibre, ni tampoc va visitar les obres de la catedral. En canvi, el seu germà Enric, arquebisbe de Winchester sí que ho fa.
- Quan William Hamleigh crema la fira de Kingsbridge, mata Tom Builder amb una espasa, en comptes de perseguir-lo amb el seu cavall de guerra (Al llibre, el cavall aixafa el crani de Tom.)
- Al llibre, Tom Builder dissenya i comença a construir la catedral en estil romànic, similar a l'anterior que es va cremar. La sèrie mostra el dibuix de Jack d'arcs apuntats, i també la volta de creueria, en lloc d'una volta d'aresta simple. Aquests canvis escurcen la història en dècades.
- Els crims de William Hamleigh contra els seus arrendataris fan que aquests es converteixin en proscrits i posteriorment en l'exèrcit de Richard (el comte legítim).
- Després del col·lapse de la volta de pedra, la qual cosa va causar la mort de setanta-nou ciutadans de Kingsbridge, es perd el crani de Sant Adolf, Philip confessa la seva restitució per un altre crani davant Waleran, Remigius, i els altres monjos, i com a resultat, els monjos voten cessar Philip com a prior de Kingsbridge en benefici de Remigius.
- Tom Builder i Ellen mai es casen però al llibre Philip els casa.
- A la sèrie, Jonathan mai s'assabenta que Tom Builder és el seu pare.
- Waleran és elevat a cardenal, després d'organitzar l'assassinat de l'arquebisbe de Canterbury (no Becket), i finalment mor per una caiguda en la catedral.
- Al llibre, Waleran intenta posar fi a la carrera de Philip acusant-lo de fornicació i nepotisme (per ser el pare de Jonathan). De fet, acaba amb la seva pròpia carrera, ja que Ellen proporciona proves que havia comès perjuri per penjar Jack Shareburg. En la sèrie, Waleran acusa Philip de substituir la calavera aixafada de Sant Adolf per una altra, cosa que no apareix al llibre.
- Al llibre la relíquia de sant Adolf és l'esquelet complet, mentre que a la sèrie és únicament la calavera.
- A la sèrie, sembla que Aliena i Jack només tenen un fill, Tommy, però al llibre tenen també una nena, Sally.
- Al llibre els protagonistes s'assabenten que William tornarà a atacar el poble per mediació de Richard que l'escolta a Shiring; a la sèrie és la dona de William, Elisabeth, qui li ho explica al prior Philip.
- Al llibre qui mata Alfred és Richard (que en aquest moment ja era comte de Shiring), i no Jack, i és llavors quan se'n va a la Croada i no abans com es mostra a la sèrie.
- Al llibre Sally (la filla de Jack i Aliena) és la que fa les vidrieres de les finestres de la catedral, a la sèrie és Jack.
- Al llibre a Jack li regalen la verge que plora. A la sèrie ell la fa.
- A la sèrie Jonathan, el fill de Tom, no arriba a ser prior de Kingsbridge, ael llibre sí, a més de que es fa gran i descobreix aquí qui és el seu pare.

## Repartiment
- Matthew Macfadyen - Prior Philip
- Ian McShane - Waleran Bigod
- Rufus Sewell - Tom Builder
- Eddie Redmayne - Jack Jackson
- Hayley Atwell - Aliena de Shiring
- Donald Sutherland - Comte Bartholomew de Shiring
- Tony Curran - Rei Esteve
- Sarah Parish - Regan Hamleigh
- David Oakes - William Hamleigh
- Robert Bathurst - Percy Hamleigh
- Sam Claflin - Richard de Shiring
- Liam Garrigan - Alfred Builder
- Skye Bennett - Martha Builder
- Gordon Pinsent - the Arzobispo
- Natalia Wörner - Ellen
- Anatole Taubman - Remigius
- Götz Otto - Walter
- Jody Halse - Johnny Eightpence
- David Bark Jones - Francis
- Alison Pill - Reina Matilde

## Episodis i audiència
| Temporada | Temporada | Episodis | Estrena                | Final                | Audiència mitjana | Audiència mitjana | Audiència mitjana |
| Temporada | Temporada | Episodis | Estrena                | Final                | Espectadors       | Quota             |                   |
| --------- | --------- | -------- | ---------------------- | -------------------- | ----------------- | ----------------- | ----------------- |
|           | 1         | 8        | 14 de setembre de 2010 | 12 d'octubre de 2010 | 4 192 000         | 23,8%             |                   |

## Episodis
| # | Títol          | Estrena a Espanya        | Audiència         | Director             | Guionista      |
| --- | -------------- | ------------------------ | ----------------- | -------------------- | -------------- |
| 1 | Anarchy        | «14 de setembre de 2010» | 5 102 000 i 31,1% | Sergio Mimica-Gezzan | John Pielmeier |
| La successió a la corona d'Anglaterra està en dubte, per la qual cosa la filla del rei Enric ha de competir amb el seu cosí. Per part seva, Phillip és triat prior, cosa que el deixa en deute amb el bisbe Waleran. Lady Aliena de Shiring rebutja la proposta de matrimoni de William Hamleigh. |                |                          |                   |                      |                |
| 2 | Master–Builder | «14 de setembre de 2010» | 3 901 000 i 24,0% | Sergio Mimica-Gezzan | John Pielmeier |
| Un incendi destrueix la catedral de Kingsbridge, donant a Tom, Alfred, el seu fill, i a Jack, el seu fillastre, la possibilitat de construir una nova catedral. Abans Philip aprèn el poder de la política quan es veu atrapat entre el bisbe Waleran i la manipulació dels Hamleigh. Kingsbridge és sacsejada per l'acusació de bruixeria contra Ellen. William i el seu subordinat Walter prenen Aliena i Richard per sorpresa en un atac brutal que deixa als germans desmoralitzats. Aliena fa una promesa al seu pare el comte Bartholomew. Ellen s'escapoleix de la presó amb l'ajuda del prior Philip i altres.                                                                                        |                |                          |                   |                      |                |
| 3 | Redemption     | «21 de setembre de 2010» | 3 901 000 i 24,0% | Sergio Mimica-Gezzan | John Pielmeier |
| Aliena visita al seu pare a la presó. Abans Phillip i William es troben en una disputa sobre l'accés a la pedra en la pedrera de Shiring. Waleran i Regan ideen una trama per traslladar la catedral de Kingsbridge a Shiring. El talent artístic de Jack fa que Tom li confiï la talla d'una estàtua en honor de San Adolf. El rei Esteve visita el lloc de treball de la catedral, però s'esfondra en un atac de terror. Aliena inicia un negoci de llana per guanyar diners per tal de donar l'oportunitat a Richard de convertir-se en un cavaller. A William el preocupa cremar-se en l'infern pels seus molts pecats.                                                                                   |                |                          |                   |                      |                |
| 4 | Battlefield    | «21 de setembre de 2010» | 3 872 000 i 23,4% | Sergio Mimica-Gezzan | John Pielmeier |
| Maud és assetjada al Castell de Lincoln i Robert de Gloucester, no serà capaç d'acudir en la seva ajuda durant algun temps. William pretén heretar el títol del seu pare però descobreix que un misteriós cavaller també és un rival per al comtat. Mentrestant, Regan s'encarrega que Waleran absolgui William de tots els pecats passats i futurs en un esforç per vèncer la por interior del seu fill a l'infern. El rei Esteve, espantat per l'aparició de Jack, dona ordres a un assassí per a matar-lo. La batalla entre el rei Esteve i Maud s'accentua en tenir cadascun un ostatge. Philip és torturat en una confessió quan Waleran diu a Maud que ell és l'home que va trair al comte Bartholomew. |                |                          |                   |                      |                |
| 5 | Legacy         | «21 de setembre»         | 3 872 000 i 23,4% | Sergio Mimica-Gezzan | John Pielmeier |
| Waleran i Regan enginyen un intercanvi de presoners per a quedar de costat del guanyador de la guerra. Tom vol que Jack i Alfred siguin amics, però la seva rivalitat en el treball i amb Aliena és massa intensa. Mentrestant, William decideix atacar Kingsbridge com una manera de detenir la fira de llana i l'èxit d'Aliena. Els Hamleigh i el Prior es concedeixen drets sobre terra de Shiring, però té un preu. La gelosia que té Alfred de Jack arriba a noves altures. |                |                          |                   |                      |                |
| 6 | Witchcraft     | «28 de setembre de 2010» | 3 790 000 i 19,7% | Sergio Mimica-Gezzan | John Pielmeier |
| Richard torna de la guerra per trobar a la seva germana sense diners, sense més diners per a mantenir la seva cavalleria. Alfred s'ofereix al prior Philip com a mestre d'obres. Aliena ha de triar entre el seu amor per Jack i el jurament que va fer al seu pare. Regan i Waleran reuneixen forces per parlar amb el Rei sobre comtat, donat en llarg retard de William. Un desastre a Kingsbridge es converteix en la forma en què Waleran elimina a Philip del seu càrrec. |                |                          |                   |                      |                |
| 7 | New–Beginnings | «28 de setembre»         | 3 790 000 i 19,7% | Sergio Mimica-Gezzan | John Pielmeier |
| Com a resultat dels seus viatges, Jack ha après a complir el somni de Tom Builder d'una catedral plena de llum. Aliena dona pistes a Jack seguint el rastre de les seves talles. Waleran ofereix a Philip una nova posició, però significa que Philip ha d'obeir sempre Waleran. Kingsbridge es converteix en pròspera novament, la qual cosa enfureix Regan i William, que planegen un atac que és rebutjat amb la resistència de Richard, Jack i Philip. |                |                          |                   |                      |                |
| 8 | The–Angels     | «5 d'octubre de 2010»    | 3 900 000 i 20,8% | Sergio Mimica-Gezzan | John Pielmeier |
| Deu anys més tard, la fixació de Jack amb la catedral li deixa poc temps i energia per a res més, mentre que la fixació d'Aliena amb el comtat distant de Shiring fa que es casi amb Alfred, un home a qui odia. Waleran i Alfred desenvolupen un pla per desfer-se de Jack, sembla funcionar fins que l'evidència surt a la llum, la qual cosa fa que tots els errors siguin rectificats. |                |                          |                   |                      |                |

A Espanya els episodis van ser emesos dobles, excepte el primer i l'últim. Va ser un gran èxit per a la cadena Cuatro, poc acostumada a xifres de share com les que va aconseguir aquesta sèrie (un 23,3% de mitjana).